# Gereon z Kolonii
Święty Gereon (ur. ok. 270, zm. ok. 304 lub w 2. połowie IV wieku w Kolonii) – rzymski żołnierz legendarnej Legii Tebańskiej, męczennik i święty Kościoła katolickiego.
Gereon miał być dowódcą oddziału w Legionie Tebańskim. Poniósł śmierć za wiarę w Kolonii razem z towarzyszami. Ich liczbę początkowo określano na 50, a pod koniec średniowiecza na 318. W tych samych okolicach, chociaż w innym czasie, śmierć ponieśli inni legioniści, którzy przyjęli chrześcijaństwo, znajdujący się w pobliżu grupy Gereona: Kasjusz i Florencjusz wraz z siedmioma towarzyszami w Mechtern (w dzisiejszym Bonn) oraz św. Wiktor i 330 towarzyszy w Xanten.

## Kult
W miejscu męczeństwa żołnierzy wybudowano kościół ku ich czci. Według legendy ufundowała go cesarzowa św. Helena (zm. 328). W IX wieku w tym miejscu powstała kolegiata (1802).
W 1211 roku ogłoszono odkrycie jego relikwii.
Jest patronem Kolonii.

Wzywano go, zwłaszcza w średniowieczu, na pomoc w bólach głowy.
Wspomnienie liturgiczne św. Gereona i jego żołnierzy obchodzone jest 10 października.
W sztuce przedstawiany jest jako żołnierz w zbroi trzymający chorągiew.